# Old Troy (Texas)
Old Troy, initialement appelée Elm Creek, est une ancienne localité et dorénavant une ville fantôme, qui était située à proximité du cours d'eau Big Elm Creek, au nord de Temple et de l'actuelle ville de Troy, au nord-est du comté de Bell, au Texas central, aux États-Unis. Les colons commencent à arriver dans les environs des années 1850, et un bureau de poste est installé, de 1854 à 1876.  La communauté d'Elm Creek était également une étape sur la ligne Waco-Belton-Austin. En 1876, les résidents changent le nom du bureau de poste et de la communauté pour Troy, en référence à Troy (New York), vraisemblablement l'ancienne ville natale d'un citoyen de la communauté. Lorsque le chemin de fer du Missouri-Kansas-Texas Railroad arrive dans la région, en 1882, une gare est installée plus au sud et les habitants commencent à y déménager. La communauté disparaît du site en 1872.

### Source de la traduction
- (en) Cet article est partiellement ou en totalité issu de l’article de Wikipédia en anglais intitulé « Old Troy » (voir la liste des auteurs).